# 316 Goberta
Goberta (asteroide 316) é um asteroide da cintura principal com um diâmetro de 47,92 quilómetros, a 2,7091924 UA. Possui uma excentricidade de 0,1453544 e um período orbital de 2 061,46 dias (5,65 anos).
Goberta tem uma velocidade orbital média de 16,72884119 km/s e uma inclinação de 2,33921º.
Este asteroide foi descoberto em 8 de Setembro de 1891 por Auguste Charlois.